# Mowgli: Legend of the Jungle
Mowgli (Marknadsförd som Mowgli: Legend of the Jungle) är en drama-äventyrsfilm regisserad av Andy Serkis med manus av Callie Kloves, baserad på novellerna om Mowgli från Djungelboken av Rudyard Kipling. Filmen är producerad av Warner Bros., The Imaginarium och distribuerad av Netflix.

## Handling
I Indiens djungler blir en grupp människor attackerade av tigern Shere Khan som mördar två föräldrar till en liten pojke. Pojken lyckas överleva och hittas av pantern Bagheera som tar med honom till en vargflock. Vargarna adopterar pojken och döper honom till Mowgli. Han växer upp tillsammans med sina vargsyskon och får lära sig djungelns tuffa lagar av björnen Baloo och Bagheera. Mowgli måste inte bara kämpa för sin överlevnad mot Shere Khan, utan även mot sitt eget mänskliga ursprung. 

## Rollista
- Rohan Chand - Mowgli
- Matthew Rhys - John Lockwood
- Freida Pinto - Messua

### Röster och Motion Capture
- Christian Bale - Bagheera
- Andy Serkis - Baloo
- Benedict Cumberbatch - Shere Khan
- Cate Blanchett - Kaa
- Peter Mullan - Akela
- Naomie Harris - Nisha
- Eddie Marshan - Vihaan
- Jack Reynor - Brother Wolf
- Louis Ashbourne Serkis - Bhoot
- Tom Hollander - Tabaqui